# Aeródromo Gamboa
El Aeródromo Gamboa (IATA: WCA, ICAO: SCST) es un aeropuerto situado a 1 km (0,62 millas) al suroeste de Castro, una ciudad ubicada en la Región de Los Lagos de Chile.
Este aeródromo es de carácter público.